# Kienbach (Kinsach)
Der Kienbach ist ein viereinhalb Kilometer langer Bach im Landkreis Straubing-Bogen in Niederbayern, der beim Ortsteil Au der Gemeinde Ascha von rechts und Nordwesten in die Kinsach mündet.

## Geographie

### Verlauf
Das Quellgebiet des Kienbachs liegt im Ortsbereich von Falkenfels auf etwa 480 m ü. NHN. Von hier läuft der Bach mit nur kleinen Richtungsschwankungen durchweg südöstlich. Nach etwa 0,7 km am Siedlungsrand von Falkenfels vorbei und durch die Flur tritt er auf etwa 450 m ü. NHN in seinen Kerbtalabschnitt im Wald Schönbirket ein, der mit zwei Unterbrechungen das Tal ausfüllt; in einer der zwei Lichtungen liegt knapp über dem linken Hangfuß ein Streusiedlungshof von Willersberg, von welchem drei weitere Siedlungsgruppen auf dem linken Hang des sich oben schon keilförmig ausweitenden Tales stehen, am Beginn der zweiten mündet der mit etwas über einem halben Kilometer längste von etlichen Waldzuflüsse aus Quellen vor allem am rechten Hang zu. Südlich von Kienberg, das in sich bis zum Bach herabziehender offener Flur auf mittlerer Höhe auf dem linken Bergsporn steht, tritt der Bach auf etwas über 340 m ü. NHN nochmals kurz aus dem Wald, um dann flacher und in breiterer Mulde zwischen Schwarzholz links und Spitalwald rechts auf die Bundesstraße 20 zuzulaufen, die er am anderen Waldende auf etwas über 335 m ü. NHN unterquert. Dann passiert er den Ortsteil Au der Gemeinde Ascha auf dem niederen und flachen linken Mündungssporn und mündet schließlich auf etwa 332 m ü. NHN von rechts und Nordwesten in einen rechten und parallelen Abzweig der Kinsach, welcher rund 0,3 km weiter unterhalb in diese zurückfließt.

### Einzugsgebiet
Das Einzugsgebiet des Kienbachs von 3,3 km² hat ungefähr die Kontur einen schmalen, nach Südosten hin erst zuletzt spitz auslaufenden Keils, den der Bach ziemlich genau auf der Mittenachse durchfließt. Die westliche Wasserscheide läuft etwa von der südöstlicher Siedlungsgrenze des Falkenfelser Wohnplatzes Oberhof auf etwa 500 m ü. NHN über die bewaldete Kuppe des Kühbergs zu einem südöstlichen Sporn des Steinbergs auf etwa 522 m ü. NHN gewunden nordwärts durch Falkenfels; sie trennt vom Einzugsgebiet der Kößnach im Westen. Die anschließende nordöstliche Wasserscheide fällt beständig nach Südosten ab und trennt vom Entwässerungsgebiet erst des weiter oben in die Kinsach mündenden Sockabach, dann kurz des kleinen Wiedergrabens und schließlich noch kleinerer Zuflüsse derselben. Die südwestliche Wasserscheide steigt von der Mündung wieder an bis nach Oberhof und trennt zunächst bis in den  Spitalwald von einem kurzen Zulauf zur Kinsach bei Gschwendt, weiter bergwärts dann vom noch weiter abwärts in die Kinsach mündenden Konkurrenten Steinachbach und seinen linken Zuflüssen.